# Nicolás Pereyra
Nicolás Pereyra, vollständiger Name Matías Nicolás Pereyra Ríos, (* 19. April 1983 in Trinidad) ist ein uruguayischer Fußballspieler.

## Karriere
Der 1,80 Meter große Mittelfeldakteur Pereyra, der auch in der Schreibweise Pereira geführt wird, stand mindestens von 2007 bis Mitte Januar 2010 in Reihen des uruguayischen Erstligisten Tacuarembó FC, für den er saisonübergreifend in diesem Zeitraum 66 Spiele in der Primera División absolvierte und vier Tore erzielte. Zur Clausura 2010 wechselte er nach Montevideo zu River Plate Montevideo. Für die Montevideaner bestritt er saisonübergreifend 44 Erstligaspiele (ein Tor) und lief zudem einmal (kein Tor) in der Copa Sudamericana 2010 auf. Im Januar 2013 schloss  er sich dem peruanischen Klub José Gálvez FBC an. Bis August 2013 stehen dort sieben Einsätze (kein Tor) in der Primera División für ihn zu Buche. Mindestens seit April 2017 steht er wieder im Kader des Tacuarembó FC, für den er seither (Stand: 26. Juli 2017) zwölf Zweitligaspiele (zwei Tore) bestritt.